# Breguet-Spirale

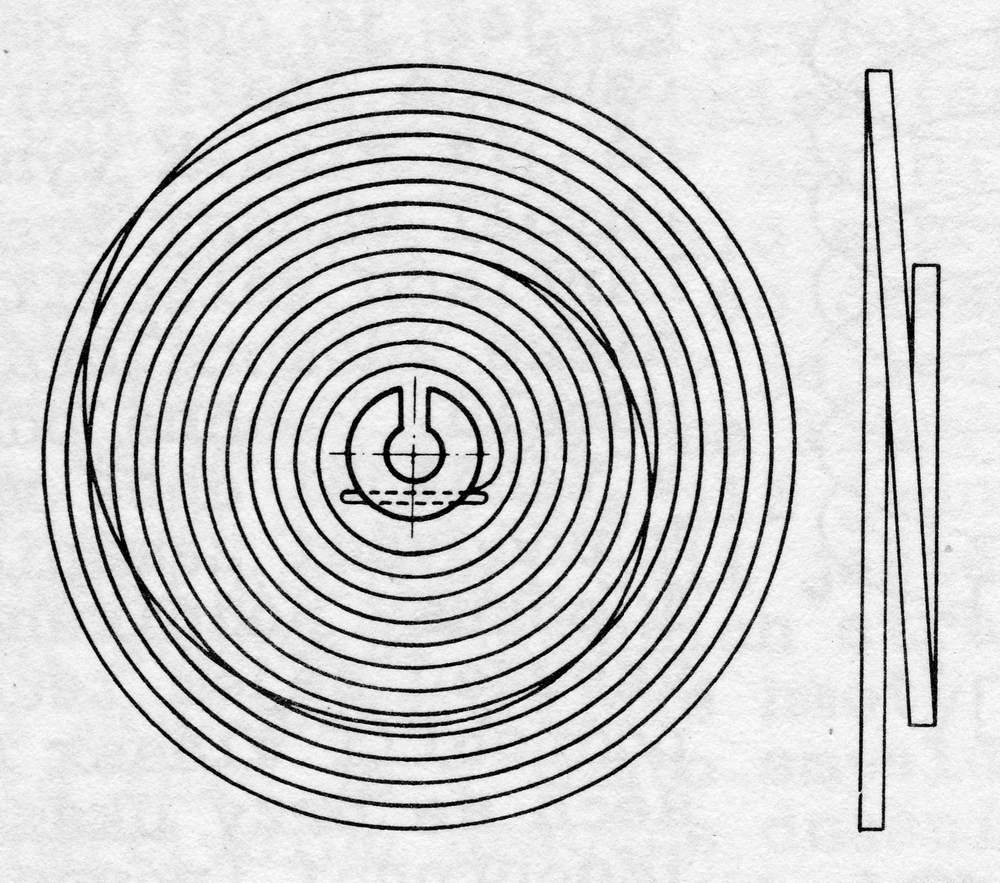
Breguet-Spirale

Die Breguet-Spirale ist eine besonders geformte Spiralfeder der Unruh. Dabei wird der letzte Spiralumgang dank zweier knieförmiger Biegungen in der 3. Dimension über die sonst flächige Spirale geführt. Dadurch wird ein konzentrisches „Atmen“ der Spirale erreicht, was zu erhöhter Ganggenauigkeit führt. Weitere Erläuterungen siehe Unruh.
Die Breguet-Spirale mit ihrer aufgebogenen äußeren Endkurve wurde von dem Uhrmacher Abraham Louis Breguet (1747–1823) um 1795 entwickelt. Sie wird bis heute angewendet, obwohl es später von anderen Uhrmachern entwickelte Endkurvenformen gab (z. B. von Édouard Phillips oder Gustav Gerstenberger).

## Formen der Unruhspirale

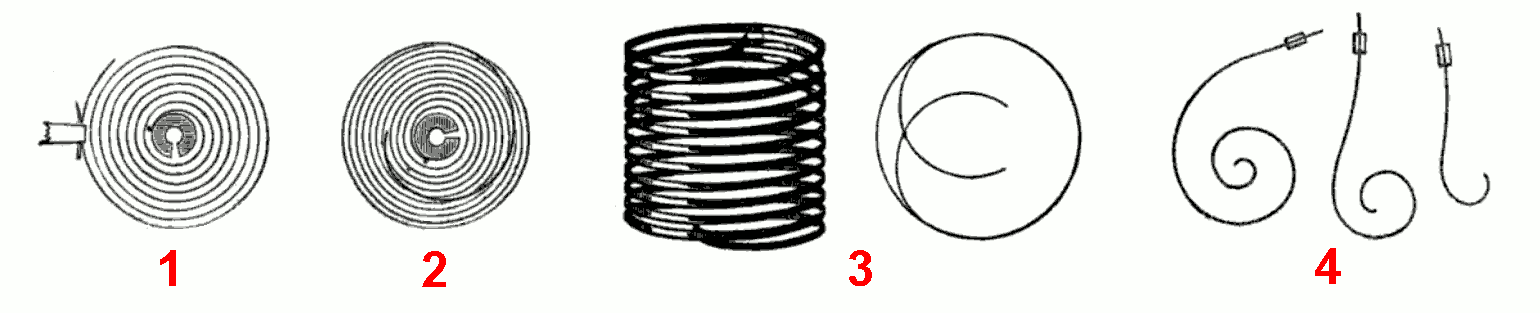
Unruhspiralentypen: (1) Flache Spirale, (2) Breguet Endkurve, (3) Chronometer Helix mit gebogenen Enden, (4) Frühe Unruhspiralen